# Life Is a Highway
Life Is a Highway is een nummer van de Canadese zanger Tom Cochrane. Het nummer werd geschreven door de zanger en hij nam samen met Hardy de productie voor zijn rekening. Op 20 september 1991 werd het nummer eerst in de VS en Canada uitgebracht als de eerste single van zijn tweede studioalbum Mad Mad World. In juli 1992 volgden Europa, Australië en Nieuw-Zeeland.

## Achtergrond
Cochrane schreef het nummer al in de jaren 80, toen hij nog lid was van de band Red Rider. In eerste instantie zou het de titel Love Is a Highway krijgen. Het idee was dat dit geen hit zou worden, dus werd er nog niets mee gedaan. John Webster, een van de instrumentalisten op zijn nieuwe album, spoorde hem aan om deze demo te gebruiken en uit te werken tot een single. Hij raakte geïnspireerd door een reis naar Afrika voor het goede doel World Vision, die honger probeerde te bestrijden. Hij zag veel armoede tijdens zijn reis en wilde een vrolijk nummer schrijven: "Het werd een peptalk tegen mezelf, waarbij ik zei dat je al deze dingen niet echt onder controle hebt, je doet gewoon je best."
In 2005 werd Life Is a Highway opgenomen door de Amerikaanse band Rascal Flatts voor de Pixar-film Cars. Deze versie eindigde op de zevende plek van de Billboard Hot 100 en het won de prijs voor Favorite Song from a Movie tijdens de People's Choice Awards van 2007.

## Tracklijst
7-inch vinylsingle, cassette-single en mini-CD single
1. "Life Is a Highway" – 4:24
2. "Emotional Truth" – 5:59

UK CD single
1. "Life Is a Highway" – 4:24
2. "Emotional Truth" – 5:59
3. "Get Back Up" – 4:39

Europese maxi-CD single
1. "Life Is a Highway" – 4:24
2. "Emotional Truth" – 5:59
3. "Lunatic Fringe" (live) – 5:00

## Hitnoteringen en prijzen
Life Is a Highway bereikte als hoogste notering de eerste plek in het vaderland van Cochrane, Canada. Daarnaast stond het op de tweede plek in de hitlijsten van Australië en Nieuw-Zeeland, waar respectievelijk Achy Breaky Heart van Billy Ray Cyrus en I'll Be There van Mariah Carey het nummer van de eerste plek hielden. In de Billboard Hot 100 werd de zesde positie bereikt, terwijl Cochrane in de Nederlandse Top 40 drie weken genoteerd met een zevenentwintigste plaats als hoogste notering. Ook werd het op 7 augustus 1992 verkozen tot Alarmschijf.

### Nederlandse Top 40
| Positie: | 31 | 27 | 28 | uit |